# Ketolátky

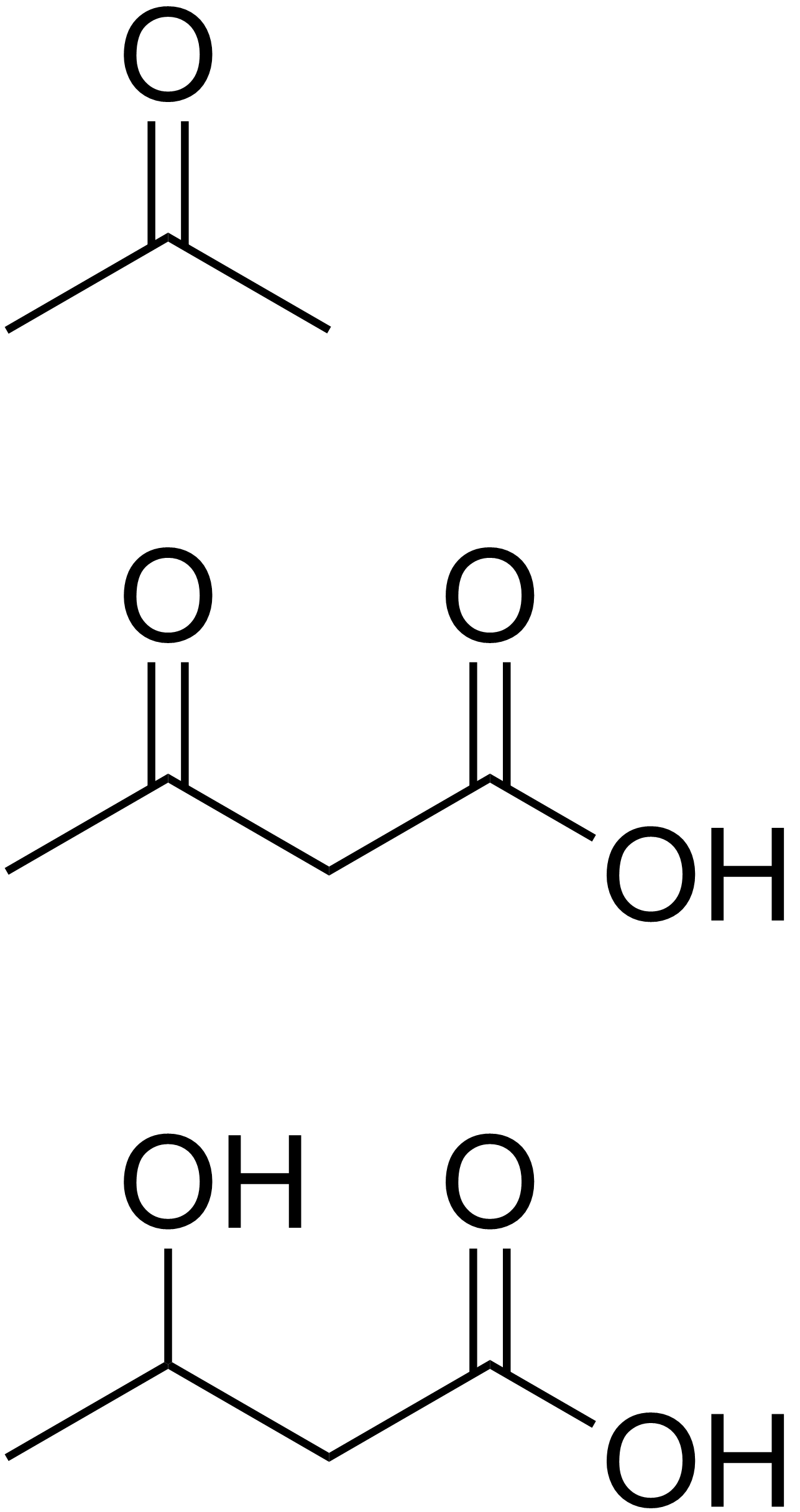
Ketolátky – aceton, acetacetát a beta-hydroxybutyrát

Ketolátky, označované též jako ketonové látky, jsou v biochemii produkty rozkladu mastných kyselin za jistých metabolických podmínek, především během hladovění. Jsou-li v játrech mastné kyseliny degradovány rychleji, než se vzniklý acetylkoenzym A může zařadit do Krebsova cyklu, jsou zpracovávány alternativní cestou, která vede právě ke vzniku ketolátek – tedy acetacetátu, beta-hydroxybutyrátu a acetonu. Vznikají pouze v  játrech a jsou využívány extrahepatálními tkáněmi (játra ne) jako dočasný zdroj energie, využívá je hlavně mozek, který sám nedokáže získat energii z katabolismu mastných kyselin a jehož jedinou živinou je glukóza popř. tyto ketolátky.
Acetacetát a aceton jsou skutečně ketony, betahydroxybutyrát je technicky vzato karboxylová kyselina. Výchozí látkou je acetacetát, ze kterého hydrogenací vzniká 3-hydroxybutyrát a jeho dekarboxylací a oxidací vzniká aceton.
Acetacetát a betahydroxybutyrát slouží jako zdroj energie pro tkáně. Jejich nevýhodou je ale to, že jsou kyselé a při vysoké koncentraci v krvi mohou narušit acidobazickou rovnováhu v organismu. Přebytečné ketolátky se vylučují močí a potem, aceton je vydýcháván v plicích – za určitých metabolických stavů však produkce ketolátek převyšuje možnosti tkání je zpracovat. Vyšší než normální hladiny ketolátek v krvi či moči se označují jako ketonemie, resp. ketonurie. Výsledný stav je pak ketóza, při narušení rovnováhy kyselin nastává ketoacidóza. Ketolátky se prokazují reakcí s nitroprusidem.
Nejběžnější příčinou ketózy je hladovění, nadměrný přísun tuků spolu s nedostatečným přísunem sacharidů, těžká, život ohrožující ketoacidóza je běžným důsledkem dekompenzované cukrovky.